# 1991 en sociologie
| Années de la sociologie : 1988 - 1989 - 1990 - 1991 - 1992 - 1993 - 1994    |
| Décennies de la sociologie : 1960 - 1970 - 1980 - 1990 - 2000 - 2010 - 2020 |

Cet article présente les événements de l'année 1991 dans le domaine de la sociologie.

## Publications

### Livres
- Francesco Alberoni, Gli invidiosi, Les envieux, Paris, Plon
- Alphandéry P., Bitoun P., Dupont Y., L’équivoque écologique, Paris, La Découverte/Essais
- Jacques Ardoino, Jean-Marie Brohm, Anthropophagie du sport. Perspectives critiques, actes du colloque Paris-Sorbonne, 19-21 avril, Quel corps ?, Paris
- Theodor W. Adorno, Culture Industry Reconsidered
- Jean Baubérot (dir.), Pluralisme et minorités religieuses. Colloque organisé par le CNRS et la Section des Sciences religieuses de l'École Pratique des Hautes Études. Avec le concours de la Mission du bicentenaire de la Révolution française, Louvain, Peeters (Bibliothèque de l'École des Hautes Études, Section des Sciences religieuses)
- Patrick Baudry, Le corps extrême : approche sociologique des conduites à risque, Paris, l'Harmattan, 239 p.
- Ben David J., Scientific Growth: Essays on the Social Organization and Ethos of Science, University of California Press (Trad. fr. : Éléments d'une sociologie historique des sciences, PUF, 1997)
- Jean-Michel Berthelot, La construction de la sociologie, Paris, PUF
- Luc Boltanski, Laurent Thévenot, De la justification - Les économies de la grandeur (1° éd. 1987), Paris, Gallimard
- Pierre Bourdieu, James Samuel Coleman, Social theory for a changing society, New York, Russell Sage Foundation ; Boulder, Colo. : Westview, 1991, 389 p.  (ISBN 978-0-8133-1194-4)
- Gaston Bouthoul, Sociologie des guerres, Paris, Payot (1re éd. : 1970), 560 pp.  (ISBN 978-2-228-88362-7)
- Cornelius Castoriadis, Philosophy, Politics and Autonomy
- William H Chafe, The Unfinished Journey
- Francis Chateauraynaud, La faute professionnelle - Une sociologie des conflits de responsabilité, Paris, Métailié
- François Chazel, Jacques Commaille (dir.), Normes juridiques et régulation sociale, Paris : LGDJ, collection Droit et société, 285 p.
- Davisse A et Louveau C, Sports, école et société : la part des femmes, Joinville-Le-Pont, Actio
- Demailly Lise, Le collège : crise, mythe et métiers, Lille, presses universitaires de Lille, 373 p.
- Henri Desroche, Histoire d'économies sociales. D'un Tiers État aux Tiers secteurs. (1791-1991). Paris, Éd. Syros-Alternatives, 256 p.
- S. Dufour, D. Fortin et J. Hamel, L’enquête de terrain en sciences sociales. L’approche monographique et les méthodes qualitatives. Montréal, Les Éditions coopératives Albert Saint-Martin
- Louis Dumont, German ideology : from France to Germany and back
- Jean Duvignaud, Fêtes et civilisations ; suivi de La fête aujourd'hui, Arles, Actes Sud, 1991  (ISBN 978-2-86869-776-9)
- Clive Emsley, English police : a political and social history
- Alain Ehrenberg, Le culte de la performance, Calmann-Lévy, Paris
- Borhane Erraïs (dir.), La Femme d'aujourd'hui et le sport, Paris, Amphora
- Ron Eyerman, Andrew Jamison, Social movements : a cognitive approach
- Harvie Ferguson, Religious transformation in Western society : the end of happiness
- Ann Game, Towards a deconstructive sociology
- Steven Goldberg, When Wish Replaces Thought: Why So Much of What You Believe Is False
- Anthony Giddens, Modernity and Self Identity
- Donna Haraway, A Cyborg Manifesto
- Nathalie Heinich, La Gloire de Van Gogh - essai d'anthropologie de l'admiration, Minuit
- Hénaff M., Claude Lévi-Strauss et l’anthropologie structurale, Belfond, Agora
- Michel Jamet, Le sport dans la société, entre raison(s) et passion(s), Paris, l'Harmattan, 1991, 223 p.
- Jeannot Gilles et Péraldi Michel (dir.) L'envers des métiers : compétences politiques et pratiques professionnelles dans les directions départementales de l'Equipement, Dossiers des séminaires techniques territoires et sociétés, no 15-16
- Kellerhals, J. & Montandon C., Les stratégies éducatives des familles. Milieu social, dynamique familiale et éducation des préadolescents. Delachaux et Niestlé, Lausanne
- Leifer E., Actors as Observers : a Theory of Skill and Social Relationship, New York, Garland
- Michel Maffesoli, L'Ombre de Dionysos, Le Livre de Poche (1re éd. 1982)
- Michel Maffesoli, Le Temps des tribus, Le Livre de Poche (1re éd. 1988)
- Michèle et Armand Mattelart, Penser les médias, La Découverte, Paris
- Christian de Montlibert, L'institutionnalisation de la formation continue. Strasbourg. Presses Universitaires de Strasbourg et Maison des Sciences de l'Homme, 182 p.
- Nicos Panayiotou Mouzelis, Back to Sociological Theory: The Construction of Social Orders
- Prades José A., Vaillancourt Jean-Guy, Tessier Robert (dir.), Environnement et développement. Questions éthiques et problèmes socio-politiques, Montréal, Fides
- Paugam S., La disqualification sociale, PUF
- Derek Robbins, The work of Pierre Bourdieu : recognizing society, Milton Keynes : Open University Press, XIII, 220 p.  (ISBN 978-0-335-09927-6)
- Philippe Sarasin, Die Stadt der Bürger
- Abdelmalek Sayad, L’Immigration ou les paradoxes de l’altérité. 1. L’illusion du provisoire, Raisons d’agir, Paris (rééd. 2006)
- Dominique Schnapper, La France de l'intégration, Gallimard
- Pierre-Jean Simon, Histoire de la sociologie. Paris : PUF
- Calliope Spanou, Fonctionnaires et militants, études des rapports entre l'administration et les nouveaux mouvements sociaux, Paris, l'Harmattan, 297 p.
- Max Weber, Histoire économique, esquisse d’une histoire universelle de l’économie et de la société, Paris, Gallimard (1re éd. allemande posthume : 1923, traduction C. Bouchindhomme), 431 p.

### Articles
- Jacques Bass, Pierre Bourdieu, « Que faire de la sociologie ? », CFDT aujourd'hui, no 100, mars, p. 111-124.
- Chase I.D, « Vacancy Chains », Annual Review of Sociology, no 17, p. 133-154
- Nicolas Dodier, "Agir dans plusieurs mondes", Critique, no 529-530, juin-juillet 1991, p. 427-458
- Joël Magny, «  1953-1968 : De la « mise en scène » à la « politique des auteurs » in Histoire des théories du cinéma, CINÉMACTION, p. 86-90
- Christian de Montlibert, « La production sociale de l'espace construit : de l'asile au secteur psychiatrique », Regards sociologiques, no 2, p. 61-80
- Pierre Sorlin, 1946-1960 : l’héritage de Kracauer » in Histoire des théories du cinéma CINÉMACTION, p. 80-85

## Congrès
- XVIIIe congrès de l'Association latino-américaine de sociologie à La Havane, Cuba.

## Récompenses
- Louis Dumont, German ideology : from France to Germany and back Prix européen d'Amalfi pour la sociologie et les sciences sociales
- Philippe Sarasin, Die Stadt der Bürger est primé du « Bulzoni Editore Special Award »

## Décès
- 29 juin : Henri Lefebvre (né le 16 juin 1901), sociologue, marxiste, intellectuel et philosophe français.
- 21 août : Oswald von Nell-Breuning

## Autres
- Stanley Lieberson devient 82e président de la Association américaine de sociologie
- Luis Suárez Salazar (Cuba) devient président de l'Association latino-américaine de sociologie